# Dobsonia chapmani
Dobsonia chapmani é uma espécie de morcego da família Pteropodidae. Endêmica das Filipinas, pode ser encontrada apenas nas ilhas de Cebu e Negros.